# Онетти, Хуан Карлос

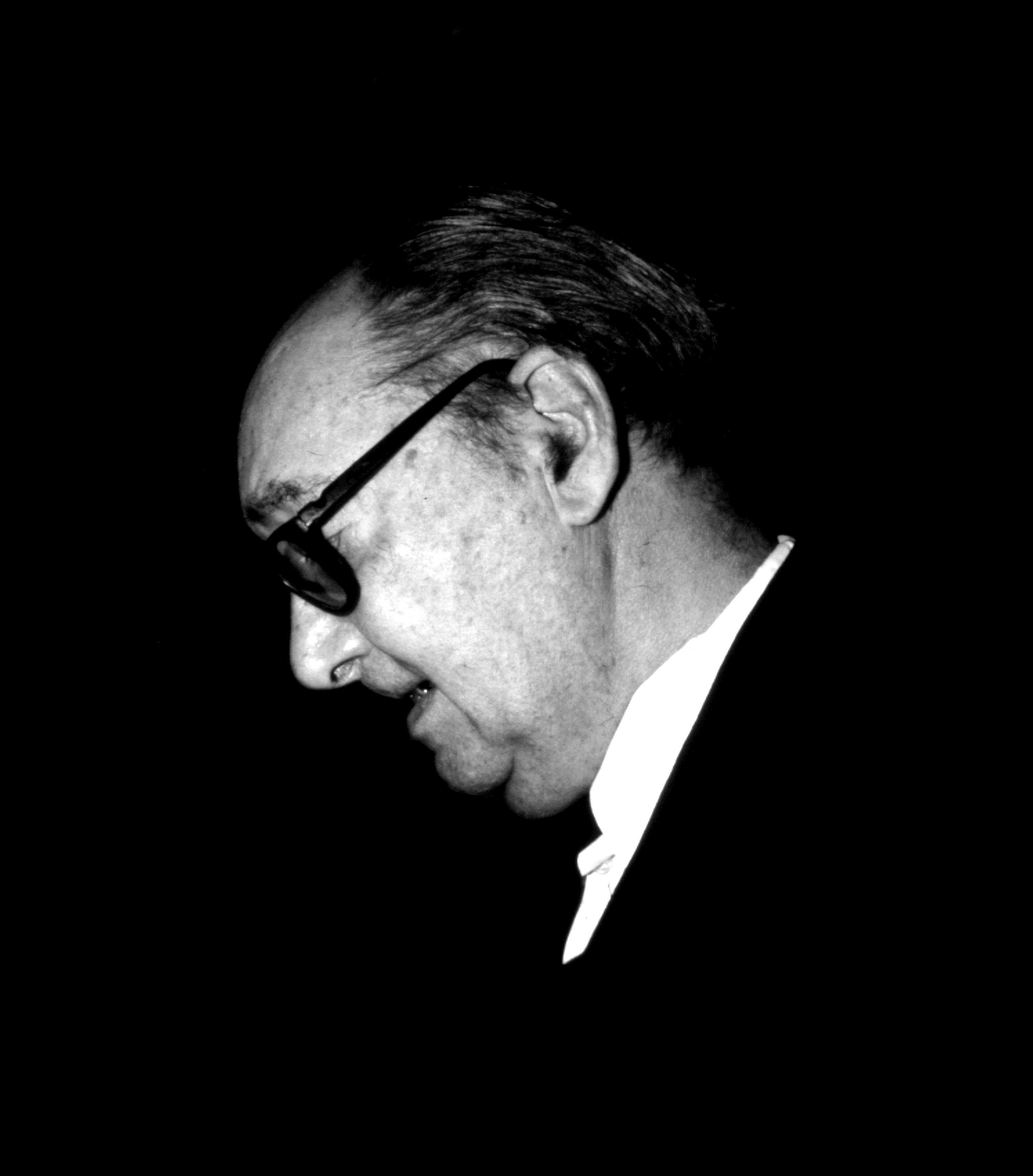
Juan Carlos Onetti (1981)

Хуан Карлос Онетти (исп. Juan Carlos Onetti; 1 июля 1909, Монтевидео — 30 мая 1994, Мадрид) — уругвайский писатель. Представитель «поколения 45-го года» литературы Уругвая, к которому принадлежал также Марио Бенедетти и др.

## Биография
В 1930—1955 годах Онетти жил в Буэнос-Айресе, затем вернулся в Монтевидео. В 1974 году был арестован диктаторским режимом и заключён в тюрьму, освобождён под давлением мировой общественности. В 1975 году выехал в Испанию, где и прожил оставшуюся часть жизни. Последние пять лет не вставал с постели.
Проза Онетти с его сомневающимся в себе и мире героем-одиночкой параллельна поискам французских экзистенциалистов.

## Признание
Лауреат литературной премии Уругвая (1962), Премии «Мигель де Сервантес» (1980). В том же году был выдвинут одним из кандидатов на Нобелевскую премию. В 1985 получил Большую литературную премию Уругвая, но посетить родную страну отказался.
Творчеству Онетти посвятил монографию Марио Варгас Льоса (2008).

## Произведения
- El pozo (1939)
- Tierra de nadie (1941)
- Para esta noche (1943)
- La vida breve (1950)
- Los adioses (1954)
- Para una tumba sin nombre (1959)
- La cara de la desgracia (1960)
- El astillero (1961)
- El infierno tan temido y otros cuentos (1962)
- Juntacadáveres (1964)
- La muerte y la niña (1973)
- Tiempo de abrazar (1974)
- Dejemos hablar al viento (1979)
- Presencia y otros cuentos (1986)
- Cuando entonces (1987)
- Cuando ya no importe (1993)

## Публикации на русском языке
- Прощания. Повести и рассказы. М., 1976
- Лицо несчастья. Рассказы. М.: Известия, 1983
- Короткая жизнь. Верфь. Повести и рассказы. М.: Радуга, 1983
- Бездна. СПб: Амфора, 2000
- Манящая бездна ада: Роман, повести, рассказы М.,: ЭКСМО-Пресс, 2001
- Ничейная земля. Прощания// Романы магов. СПб: Азбука-Классика, 2004